# Koprivnica (gmina Gadžin Han)
Koprivnica (cyr. Копривница) – wieś w Serbii, w okręgu niszawskim, w gminie Gadžin Han. W 2011 roku liczyła 59 mieszkańców.